# Atiela
Atiela est un village du Cameroun situé dans l’arrondissement de Bamenda IIIe, dans le département de Mezam et dans la Région du Nord-Ouest.

## Population
Lors du recensement de 2005, on a dénombré 467 habitants à Atiela, dont 225 hommes et 242 femmes.

## Établissement scolaire
Entre autres, le GBHS Atiela, un établissement scolaire public bilingue, dispense un enseignement général de 1er et de 2e cycle. 